# Odynerus titydes
Odynerus titydes är en stekelart som beskrevs av Cameron. Odynerus titydes ingår i släktet lergetingar, och familjen Eumenidae. Inga underarter finns listade i Catalogue of Life.